# Canto a su amor desaparecido
Canto a su amor desaparecido es un poema del autor chileno Raúl Zurita publicado en 1985 durante la dictadura chilena. Esta obra contiene una gran carga política y tiene como temática central la pérdida, la tortura y el duelo, que se expresa través de distintas representaciones poéticas, así como también con imágenes visuales como los caligramas, los nichos y los mapas.
En este poema no existe una única voz narrativa, sino que está conformada por una polifonía de voces poéticas que dan testimonio de las distintas experiencias de la dictadura con un lenguaje coloquial, fragmentado y directo característico de la narrativa testimonial.  
Del mismo modo, se trata de un poema visual que, a pesar de apuntar directamente a un tema político, no expresa una oposición expresa al régimen ni comparte las convenciones típicas de la poesía política: se trata más bien de un lamento del superviviente a un contexto específico cuya experiencia se caracteriza por el duelo.

## Contexto
La dictadura chilena se extendió durante el año 1973 hasta el año 1990, época en la que la censura provocó que muchos libros de tendencias contrarias al régimen fueran censuradas. En este contexto, a finales 1985 cuando la censura oficial ya había terminado, es cuando nace Canto a su amor desaparecido de Raúl Zurita que, como muchos otros autores de la época, tiene un deje testimonial acerca de las experiencias de la dictadura y de sus consecuencias en relación con los desaparecidos en ella. 
En este contexto, muchos escritores e intelectuales, por unas razones u otras, se vieron obligados al exilio mientras que aquellos que tuvieron que quedarse fueron perseguidos en su mismo país, lo que provocó una literatura nacional escondida entre aquella que escribe desde el interior de la dictadura y aquella que lo hace desde los países que cobijaron su exilio. No obstante, como en el caso de esta obra, ambas corrientes partieron de la misma manifestación literaria: la narrativa testimonial.

## La narrativa testimonial
La narrativa testimonial tuvo como motivación dar cuenta de lo que sucedía durante la dictadura en Chile desde la perspectiva de la literatura “in-xilio” (tal y como la bautizó el crítico Grínor Rojo) y la literatura del exilio, que veían la situación desde un paradigma distinto.
Esta literatura testimonial se caracteriza por una necesidad de denuncia de la represión y de la tortura a través de un lenguaje prosaico. En este paradigma, la obra de Zurita plantea esa necesidad de expresar la tortura y la urgencia de dar voz a todos aquellos asesinados, torturados y desaparecidos de la dictadura.

## Poema visual
El poema de Zurita se caracteriza por diversas estructuras claramente diferenciadas que, conformadas de forma muy visual, convergen como un todo indivisible. 
En este sentido, este gesto experimental obliga al lector a fluir entre las distintas voces poéticas del canto, las estructuras cuadradas de los nichos, los espacios en blanco, las tipografías, los caligramas y los mapas cartografiados que están al servicio de la representación del dolor, la tortura, la pérdida y el duelo.

## Título
Lo primero que plantea el título de este poema es que se trata de un canto: en primer lugar, puede entenderse como un canto de amor pero, en tanto que continua con la aclaración de un "amor desaparecido", la retórica de ese título se transforma en la concepción de un canto fúnebre, en la traducción de un lamento que se expresará en la construcción del edificio poético del texto. 
De este modo, se expondrá aquel amor ausente, la patria y la democracia perdida y los cuerpos desaparecidos de las torturas y la represión de las dictaduras de Latinoamérica. En este sentido, «el Canto representa una propuesta poética para la realización del duelo por los desaparecidos y, por tanto, la habilitación de la posibilidad de resolver el desequilibrio social».

## Dedicatoria
En Canto a su amor desaparecido, las dedicatorias parecen funcionar como prólogo para plantear el eje central de la temática de este texto: la experiencia de las dictaduras en Latinoamérica, no solo la chilena. Se encuentran, de ese modo, las siguientes referencias:
1. La Paisa: denominación geosocioantropológica característica de valores como el amor, la libertad y el orgullo propio de etnias caribes que trataron de defenderse del colonialismo europeo.[3]
2. Las Madres de la Plaza de Mayo: asociación argentina que lucha por recuperar la memoria de los detenidos-desaparecidos durante la dictadura de Jorge Rafael Videla, así como la voluntad de hacer pagar por todos los crímenes ajenos a esa época.
3. La Agrupación de Familiares de los que No Aparecen: en referencia a los detenidos-desaparecidos durante la dictadura chilena.

Por último, este poema también va dedicado a los torturados y a los países chilenos, en referencia a todos los países y gentes caídas en desgracia por las dictaduras. Pero también hace referencia a los "asesinos", por lo que no se trata de un simple agradecimiento, sino un recurso para incluir a ambos lados políticos y conseguir así un diálogo entre todas las partes que conforman un estado dictatorial.
Todas estas “dedicatorias”, pues, tienen en común todo aquello a los que el canto fúnebre irá dedicado: la periferia, los detenidos-desaparecidos, el amor que existía pero se ha ido, el dolor, el duelo y la muerte. 

## Estructura del poema y participación coral
En su libro Tercer espacio: literatura y duelo en América Latina, Alberto Moreiras expone que la escritura es una forma de pagar una deuda de vida o consumar un duelo. Del mismo modo, sostiene que el escritor debe crear su propio campo de reflexión superando la historicidad signo de su época y poder ser comprensible a su vez. Y, más allá de eso, al hablar de duelo absoluto, encuentra crucial la importancia de la escritura poética incluso cuando esta deviene silencio, entendiendo que este silencio también reclama la palabra.  
En Canto a su amor desaparecido se pueden encontrar varios recursos que tratan de hacer frente a este silencio como duelo, a esta incapacidad de explicación lógica de la barbarie a través de los nichos y de los mapas que aparecen hacia el final de la obra en forma de caligramas e imágenes, así como también lo hace a través de la estructura coral de la obra.

### Voz del canto
La primera voz que aparece es la voz del canto, que no volverá a aparecer hasta el final del libro. Las otras dos voces que se irán alternando serán la voz testimonial en forma de diálogos y la voz de los nichos, representada a través de los caligramas que pretenden dibujar el edificio de la necrópolis.

### Voz testimonial
El siguiente yo lírico que aparece en el texto y que se va alternando conjuntamente con las voces emergentes del interior de los nichos conforma el compendio de diálogos que se establecen entre las distintas experiencias de aquellos que han vivido la época dictatorial. Los diálogos que aparecen tras los primeros nichos parecen constituir las vivencias narradas de forma fragmentada de todas las voces de los fallecidos, la memoria que sobreviene al entrar en la necrópolis y que llega al lector a través de la narración de sucesos subjetivos. El duelo empieza a tener lugar a través de la asimilación de que la muerte es ahora real en tanto que tiene un lugar donde representarse: esto es, la necrópolis textual donde las voces silenciadas tienen un sitio donde expresarse.

### Nichos
Los nichos que representan cada uno de los muertos y los detenidos-desaparecidos se plasman en Canto a su amor desaparecido a través de caligramas cuadrados. Cabe destacar cómo, excepto los dos primeros, se representan de cuatro en cuatro organizados de forma que asemejan la realidad de las paredes de la necrópolis, dando de este modo una mayor sensación de verosimilitud.
Las voces de los nichos, al estar dispuestos de forma correlativa, parecen corresponderse y contestarse las unas a las otras, se lean en el sentido que se lean. 
Otro rasgo interesante de las voces de estos nichos es la constante forma de mezclar los conceptos de amor y muerte como indivisibles.

### Mapas
En primer lugar, cabe destacar como aparecen dos personajes, un padre y una madre, que parecen adentrarse en esta necrópolis que se presenta a través del mapa dibujado. Este mapa cumple la función de disponer cada nicho en su lugar, delimitándolos entre ellos como los países encuentran delimitados por las fronteras, y cada uno de los nichos aloja su propia historia nacional.
Por otro lado, aparecen los nichos-caligramas también separados por los márgenes blancos que potencian la idea de necrópolis. Cada uno de ellos representa el duelo pendiente de reconciliación entre los supervivientes y los desaparecidos y los muertos. Si bien en la primera parte de la obra aparecían los valores universales de los testimonios del horror, ahora parece ensalzarse en una búsqueda de sentido racional de todos los países que han pasado por un estado dictatorial.  
Del mismo modo, también se encuentran representados los "galpones" y los "cuarteles", que hacen referencia a lugares de almacenamiento y espacios militares que fueron usados durante las dictaduras como cárceles provisionales para los detenidos del régimen.

## Los desaparecidos y el duelo
En su artículo Construir una ciudad para la memoria: Canto a su amor desaparecido de Raúl Zurita, Edmundo Garrido Alarcón analiza cómo el hecho de que las autoridades se nieguen a dar información a los familiares sobre los detenidos inicia una fase de duelo que no puede ser integrada en tanto que no existe un cuerpo sobre el que llorar la muerte. Este hecho impide la reintegración y la reconciliación con la sociedad y con el mismo dolor, puesto que la ausencia de cuerpos niega la posibilidad de la memoria y del duelo, así como la aceptación de la muerte.  
En este sentido, la voluntad de la obra cobra mayor importancia en tanto que la creación de esta necrópolis textual brinda la posibilidad de reconciliación en el lugar donde habita el amor y la muerte, la memoria y el reconocimiento, un espacio abierto donde los familiares pueden visitar y compartir la experiencia de la dictadura del mismo modo que permite otorgar una voz a aquellos desaparecidos que han devenido anónimos.